# Francisco José Olivas Alba
Francisco José Olivas Alba, més conegut com a Kiko Olivas (nascut a Antequera, el 21 d'agost del 1988) és un futbolista professional andalús que juga com a defensa.

## Carrera esportiva
Amb l'equip filial groguet ascendí a la Segona Divisió espanyola, debutà amb el primer equip com a titular en la primera jornada de Lliga de la temporada 2009/10, davant l'Osasuna.
L'estiu del 2012, després de rescindir el seu contracte amb el Vila-real CF, va firmar amb el Córdoba CF per dos temporades.

### CE Sabadell
L'agost del 2013 es va fer oficial el seu fitxatge pel CE Sabadell, va firmar un contracte de dos temporades amb l'equip arlequinat. En la quarta jornada de la Segona Divisió 2013-14 va marcar el seu primer gol amb l'equip sabadellenc, va ser en l'últim minut contra el Deportivo Alavés, gol que donava un punt al seu equip.

### Girona CF
L'estiu del 2015, després de dues temporades al Sabadell, i quan l'equip havia descendit a la Segona Divisió B, Kiko Olivas va fitxar pel Girona CF. Va debutar amb l'equip gironí en la primera jornada de la Segona divisió 2015-16 contra l'Athletic de Bilbao B. Va formar part de l'equip que va ascendir el club per primer cop a la primera divisió.

### Real Valladolid
El 2017 va fitxar pel Reial Valladolid, després de no renovar el seu contracte amb l'equip gironí.